# Видове с имена, свързани с България
Това е списък на биологични видове, чиито български или латински имена са свързани с места или хора от България.

## Бактерии
- Lactobacillus bulgaricus – Лактобацилус булгарикус

## Растения
- Abies borisiiregis – Българска ела, Цар-борисова ела
- Achillea thracica – Тракийски равнец
- Alchemilla bulgarica – Българско шапиче
- Alchemilla jumrukczalica – Юмрукчалско шапиче
- Alchemilla pawlowskii – Павловскиево шапиче
- Alchemilla pirinica – Пиринско шапиче
- Alkanna jordanovii – Йорданова айважива
- Alkanna stojanovii – Стоянова айважива
- Allium rhodopaeum – Родопски лук
- Alopecurus riloensis – Рилска лисича опашка
- Alopecurus thracicus – Тракийска лисича опашка
- Alyssum caliacrae – Калиакренски игловръх
- Amygdalus delipavlovii – Делипавлов бадем
- Anchusa davidovii – Давидово винче, Давидово паче гнездо
- Anchusa macedonica – Македонско винче, Македонско паче гнездо
- Antennaria dioica – Витошки еделвайс
- Antemis gaudium-solis – Родопско подрумиче
- Antemis jordanovii – Йорданово подрумиче
- Antemis macedonica – Македонско подрумиче
- Antemis orbelica – Рилско подрумиче
- Antemis regis-borisii – Цар-борисово подрумиче
- Antemis rumelica – Румелийско подрумиче
- Antemis sancti-johanis – Светииваново подрумиче
- Antemis thracica – Тракийско подрумиче
- Arabis ferdinandi-coburgii – Фердинандова гъшарка
- Arenaria pirinica – Пиринска песъчарка
- Arenaria rhodopaea – Родопска песъчарка
- Aristolochia macedonica – Македонска вълча ябълка
- Armeria rumelica – Румелийско лъжичниче
- Artemisia pontica – Черноморски пелин
- Asperula capitata – Старопланинска лазаркиня
- Asperula involucrata – Странджанска лазаркиня
- Asperula rumelica – Румелийска лазаркиня
- Astracantha aitosensis – Айтоски клин
- Astracantha thracica – Тракийски клин
- Astragalus contortuplicatus – Дунавско сграбиче
- Astragalus ponticus – Черноморски клин
- Aurinia uechtritziana – Българска ауриния
- Gypsophila tekirae – Текирска мишорка, локален ендемит, именуван на село Текира
- Haberlea rhodopensis – Родопски силивряк, балкански ендемит
- Sideritis scardica – Пирински чай, Балкански ендемит